# Enrique Noviello
Enrique 'Kike' Noviello is een Argentijns muzikant die in 2002 naar Amsterdam emigreerde, waar hij straatmuzikant werd. Noviello speelt saxofoon en leerde tijdens zijn verblijf in Europa ook bandoneon spelen. In 2013 bracht Noviello met Rocco Granata het album Argentina uit met traditionele Argentijnse straatmuziek.
In Amsterdam leerde hij de Ambrassband kennen, en begon hij bij deze band te spelen. Hierop verhuisde hij naar hun thuisbasis België waar hij ook begon te spelen bij het Antwerp Gipsy-Ska Orkestra en Donkey Diesel. Uiteindelijk richtte hij in Antwerpen de band El Juntacadáveres op, die een moderne variant van de Argentijnse tango brengt, gemengd met hiphop, electro, rock, jazz en latin.
Binnen het theater werkte hij mee aan “Tango” (2006 Spirit en 0090/Arenberg), “Urbanization” (2013/2015 Arenberg), “Amigos” (2014/2015 't Arsenaal), “Hannibal” (2013, 't Arsenaal, Zomer van Antwerpen), en “Rumble in da Jungle” van regisseur Junior Mthombeni (SIN en 't Arsenaal). Met Mthombeni stelde hij tevens een cd samen die werd uitgebracht bij het kinderboek Verre Vrienden, een verhalenbundel die werd samengesteld door Michael De Cock en Gerda Dendooven.